# Quirinalpalatset
Quirinalpalatset (italienska: Palazzo del Quirinale) är officiellt residens och ämbetssäte för Italiens president. Palatsets namn kommer av att det är beläget på Quirinalen, en av Roms sju kullar.
Quirinalpalatset har genom historien varit residens för påvar, kungar och presidenter.

## Historik
Palatset uppfördes 1583 av påve Gregorius XIII som påvligt sommarresidens. Det användes också för konklaver i samband med påveval. Det fungerade som påvens residens och hyste officiella representanter för Kyrkostaten fram till 1870. 
I september 1870 föll det som återstod av Kyrkostaten och inlemmades i Konungariket Italien. Fem månader senare (1871) blev Rom den nya huvudstaden i det nya Konungariket Italien. Palatset blev det officiella kungliga residenset för Italiens monarker, även om det egentligen enbart användes för formella mottagningar medan kungafamiljen bodde i Villa Savoia 1904–1946. Monarkin avskaffades 1946 och palatset blev då tjänstebostad och arbetsplats för presidenterna i Republiken Italien.
Fasaden är ritad av Domenico Fontana. Kapellet är ritat av Carlo Maderno. Det innehåller fresker av Guido Reni, men den mest berömda fresken är Välsignande Kristus av Melozzo da Forlì i trapphuset.

## Galleri

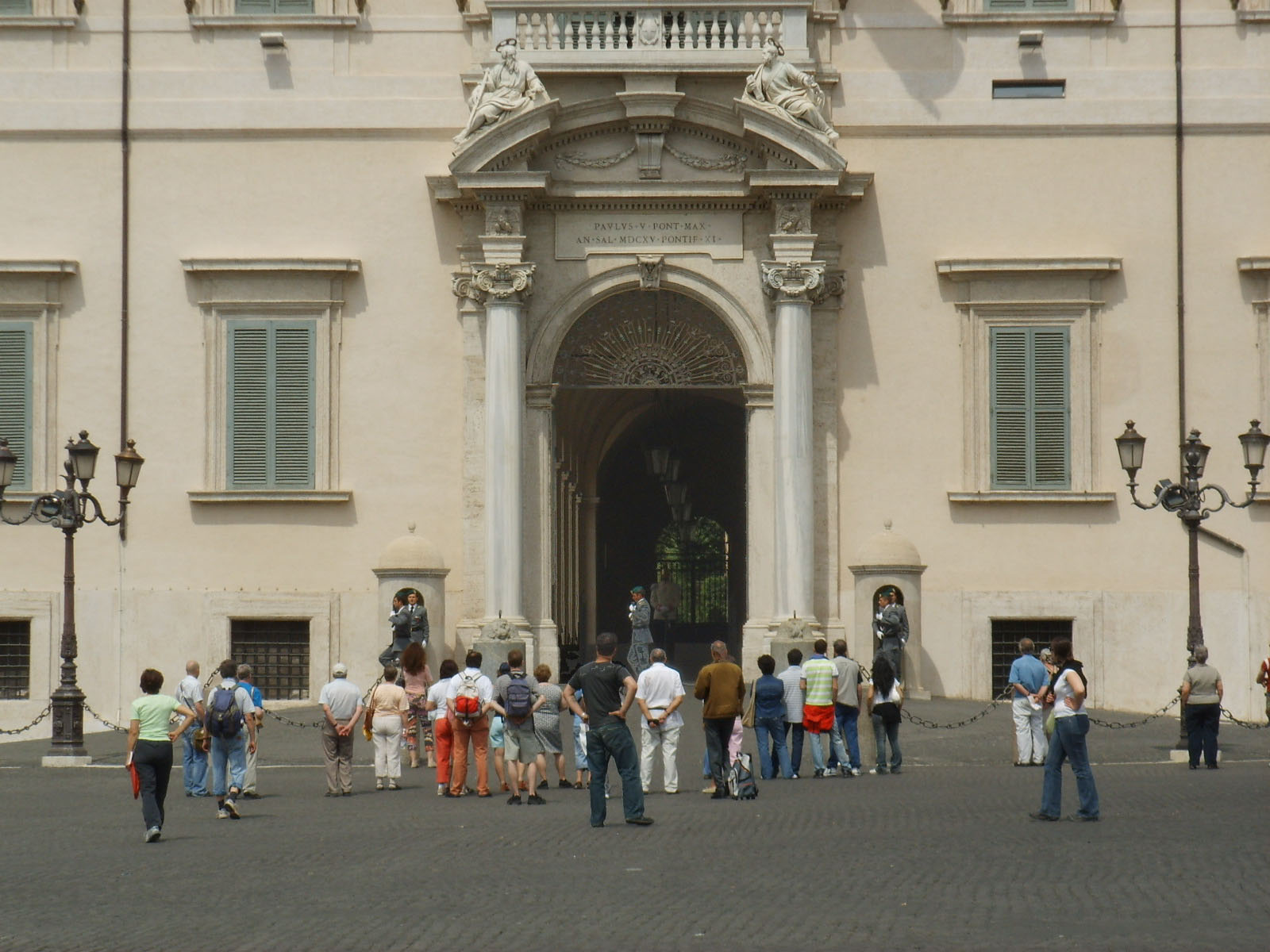
Framsidan.
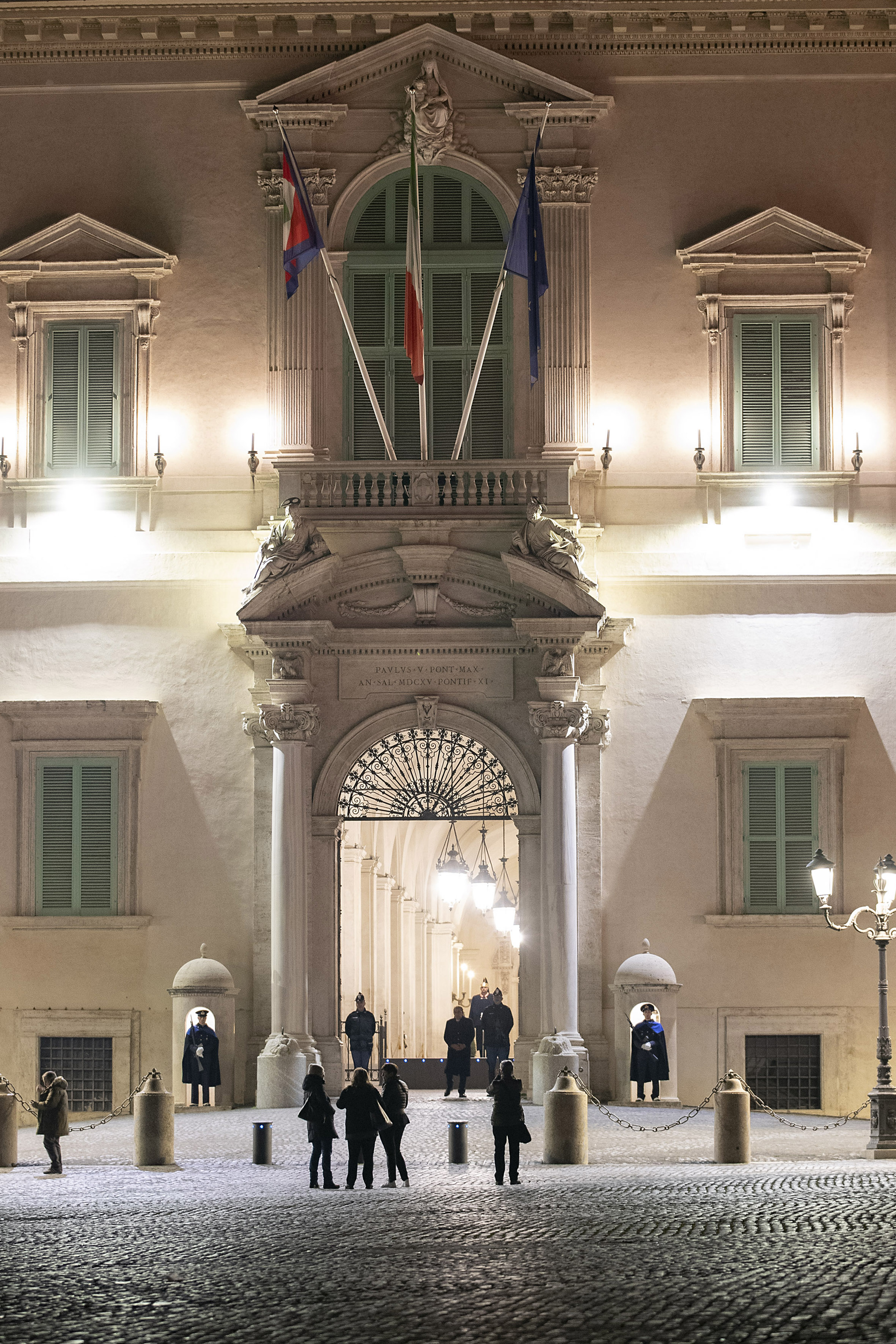
Huvudporten.
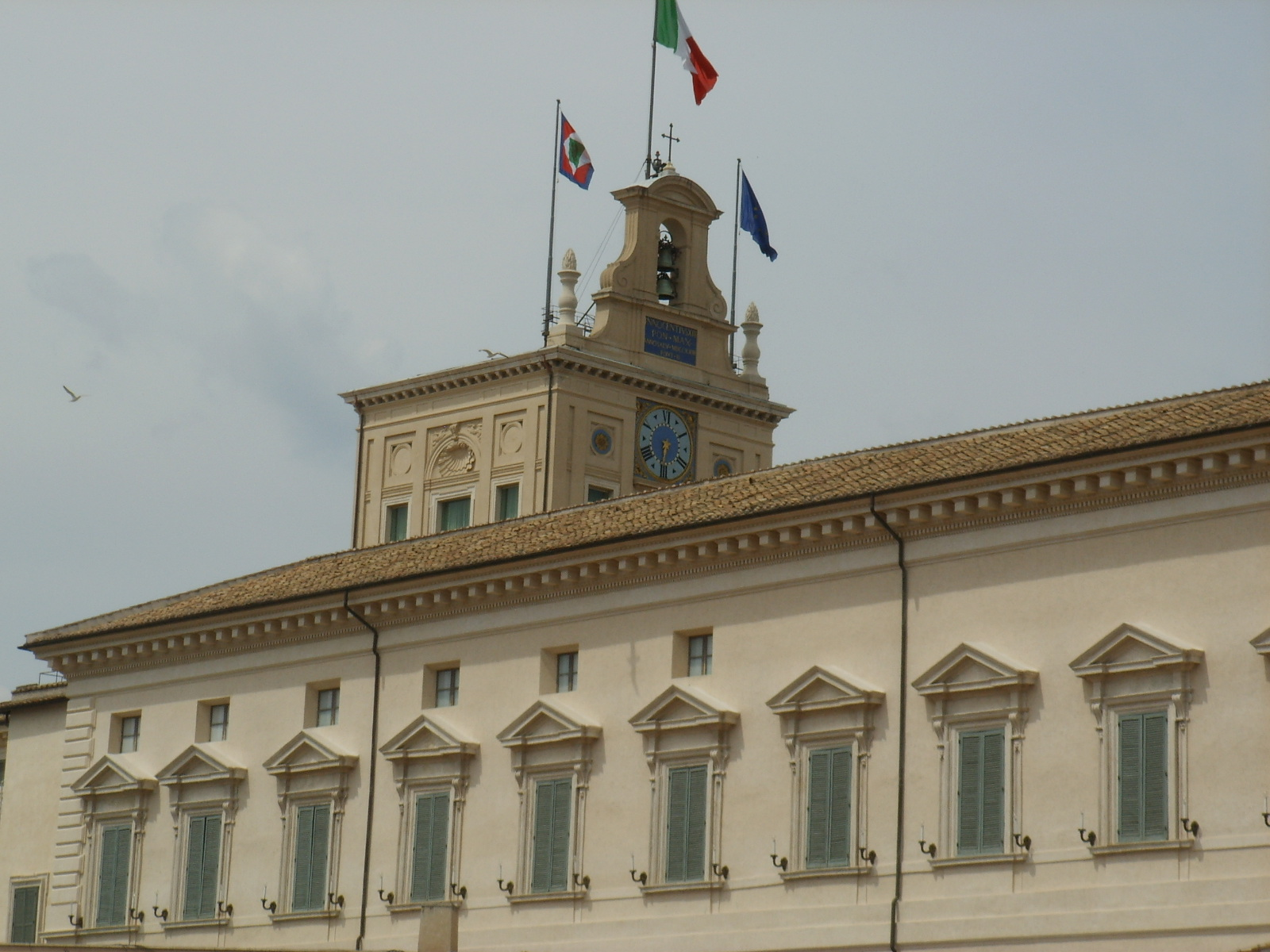
Detalj.
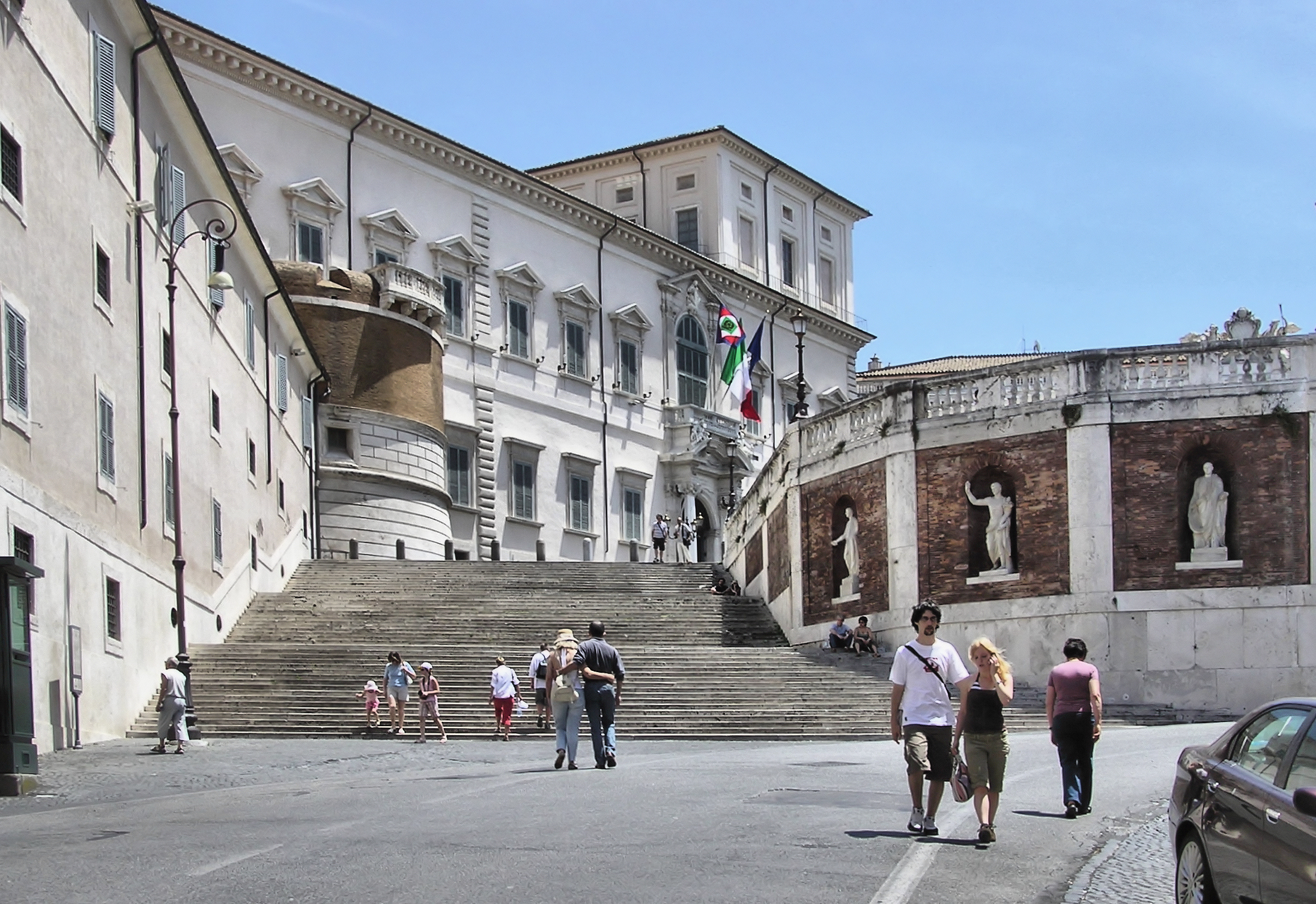
Översikt.
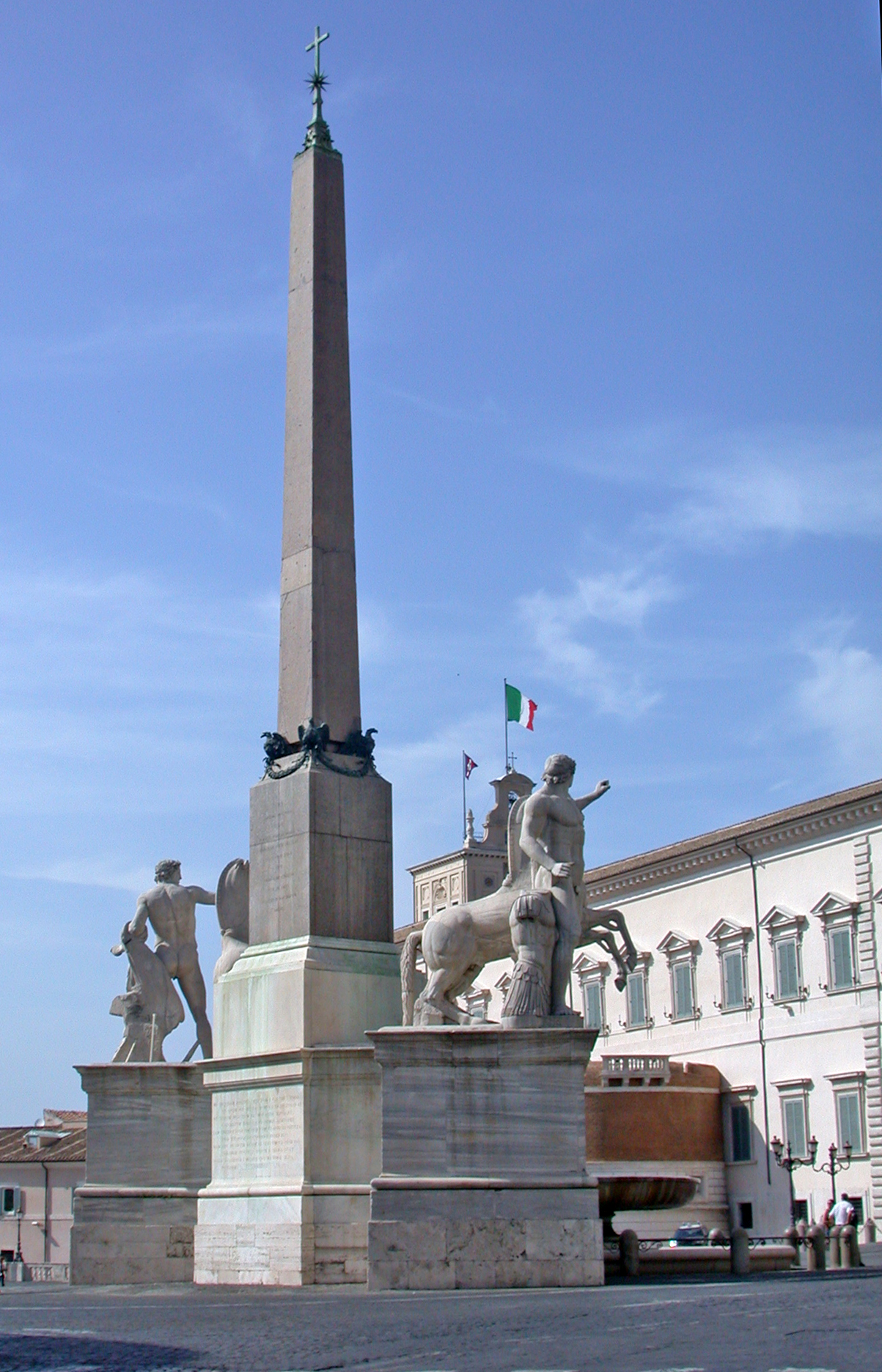
Obelisk.
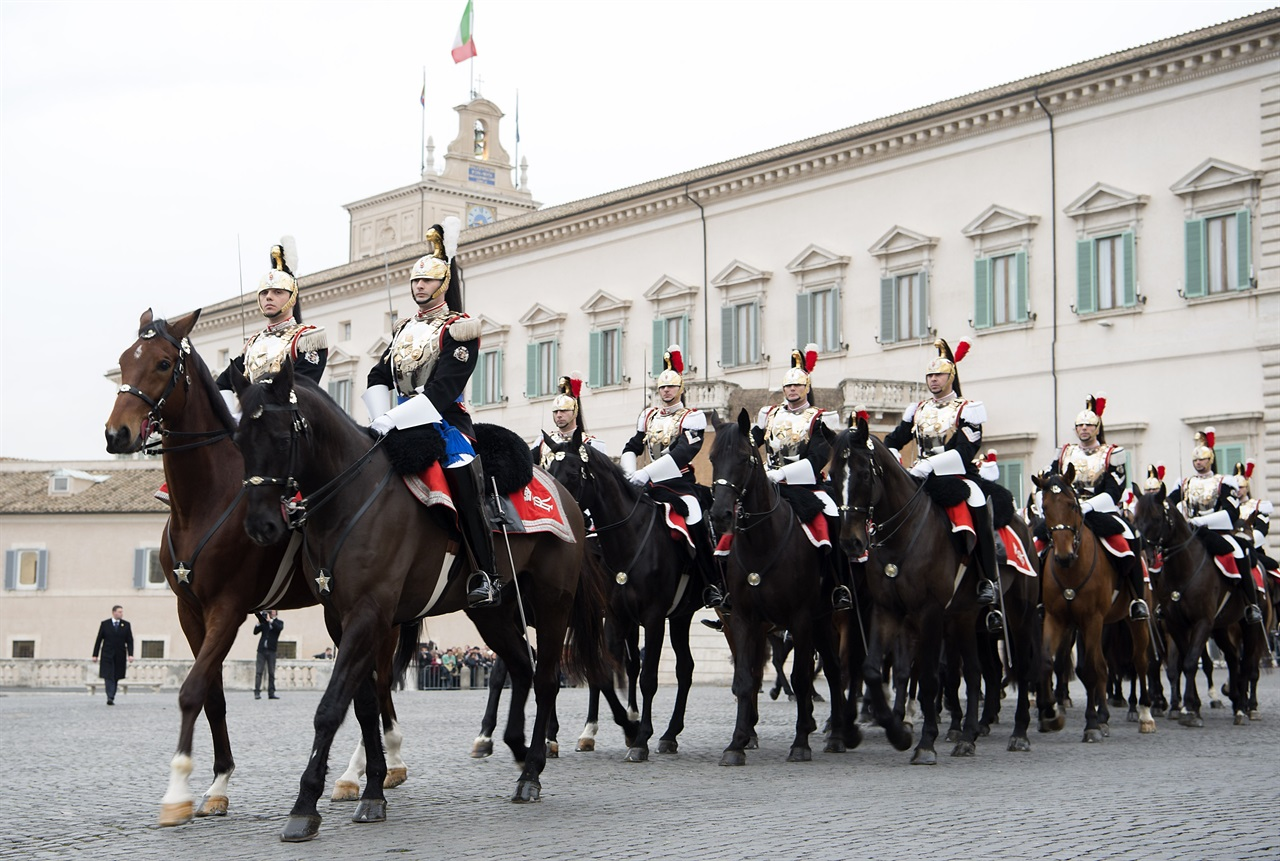
Corazzieri till häst.